# Pieter Langedijk
Pieter Langedijk (Maassluis, 10 februari 1994) is een Nederlands profvoetballer die als vleugelspeler speelt.

## Clubcarrière
Langedijk debuteerde voor Sparta Rotterdam in het seizoen 2013/14 thuis tegen VVV-Venlo in de basis. Sparta won de wedstrijd met 1-0. In januari 2016 stapte hij over naar RKC Waalwijk.
Sinds juni 2017 speelde Langedijk bij Go Ahead Eagles. Op 8 augustus 2019 kondigde TOP Oss de transfer van Langedijk aan, waar hij als aanvaller de selectie voor minimaal één seizoen zal versterken.
In oktober 2020 ging Langedijk in Tsjechië voor FK Pardubice spelen. In februari 2021 werd zijn contract ontbonden.
In juli 2025 verliet Langedijk Excelsior Maassluis en ging hij voor VV Zwaluwen spelen.